# اندیس بردسکن
بردسکن یک اندیس فلزی است که در حوالی شهر بردسکن استان خراسان قرار دارد و مادهٔ معدنی موجود در آن، طلا است.